# Georg Holzmann
Temple de la renommée allemand :
Georg Holzmann (né le 5 mars 1961 à Pfronten) est un joueur et entraîneur de hockey sur glace et de roller in line hockey allemand.

## Carrière

### En tant que joueur
Georg Holzmann commence sa carrière d'attaquant dans le championnat allemand en 1978 avec l'EV Füssen. Durant sa carrière jusqu'en 1998, il joue aussi pour les SERC Wild Wings, le Mannheimer ERC, le BSC Preussen et les DEG Metro Stars. Au total, en 849 matchs, il marque 724 points. Son jeu âpre lui vaut le surnom de « Eisenschorsch » (Georges de fer).
Avec l'équipe d'Allemagne, il participe aux Jeux olympiques de 1988 et de 1992. Il est présent aux championnats du monde de hockey sur glace 1986, 1987, 1989, 1990, 1992 et 1995.
Comme d'autres joueurs de hockey sur glace, il fait aussi une carrière dans le roller in line hockey.

### En tant qu'entraîneur
De 1998 à 2000, Georg Holzmann entraîne l'EV Füssen en ligue régionale qu'il remet en Oberliga. Il entraîne les deux saisons suivantes en 2. Bundesliga l'EC Bad Tölz puis les Heilbronner Falken. Lors de la saison 2004-2005, il prend en charge le SC Riessersee en Oberliga. Ensuite, au bout de deux saisons, il parvient à faire monter l'EV Ravensbourg en 2. Bundesliga. 
Georg Holzmann est aussi entraîneur pour la Fédération d'Allemagne de hockey sur glace ainsi que de l'équipe d'Allemagne de roller in line hockey. Lors du championnat du monde de roller in line hockey de 2007 à Landshut, il lui fait remporter la médaille de bronze.